# Víctor Ulloa (labdarúgó, 1992)
Víctor Ulloa (Ciudad Juárez, 1992. március 4. –) visszavonult mexikói labdarúgó, középpályás.

## Pályafutása
Ulloa a mexikói Ciudad Juárez városában született. Az ifjúsági pályafutását az amerikai Dallas akadémiájánál kezdte.
2011-ben mutatkozott be a Dallas észak-amerikai első osztályban szereplő felnőtt keretében. A csapattal 2016-os szezonban megnyerte az US Open Kupát. 2019-ben a Cincinnatihoz igazolt. 2019. november 11-én szerződést kötött az Inter Miami együttesével. Először a 2020. március 1-jei, Los Angeles ellen idegenben 1–0-ás vereséggel zárult mérkőzésen lépett pályára.

## Statisztikák
| Klub        | Szezon   | Osztály  | Bajnokság | Bajnokság | Kupa  | Kupa | Nemzetközi | Nemzetközi | Összesen | Összesen |
| Klub        | Szezon   | Osztály  | Meccs     | Gól       | Meccs | Gól  | Meccs      | Gól        | Meccs    | Gól      |
| ----------- | -------- | -------- | --------- | --------- | ----- | ---- | ---------- | ---------- | -------- | -------- |
| Dallas      | 2014     | MLS      | 31        | 0         | 1     | 0    | —          | —          | 32       | 0        |
| Dallas      | 2015     | MLS      | 37        | 2         | 0     | 0    | —          | —          | 37       | 2        |
| Dallas      | 2016     | MLS      | 33        | 2         | 5     | 1    | 3          | 0          | 41       | 3        |
| Dallas      | 2017     | MLS      | 23        | 0         | 3     | 0    | —          | —          | 26       | 0        |
| Dallas      | 2018     | MLS      | 28        | 1         | 2     | 0    | 2          | 0          | 32       | 1        |
| Cincinnati  | 2019     | MLS      | 26        | 1         | 3     | 0    | —          | —          | 29       | 1        |
| Inter Miami | 2020     | MLS      | 24        | 0         | 0     | 0    | —          | —          | 24       | 0        |
| Inter Miami | 2021     | MLS      | 21        | 0         | 0     | 0    | —          | —          | 21       | 0        |
| Inter Miami | 2022     | MLS      | 19        | 0         | 2     | 0    | —          | —          | 21       | 0        |
| Inter Miami | 2023     | MLS      | 10        | 0         | 2     | 0    | 4          | 0          | 16       | 0        |
| Összesen    | Összesen | Összesen | 252       | 6         | 18    | 1    | 9          | 0          | 279      | 7        |

## Sikerei, díjai
Dallas
- US Open Kupa
  - Győztes (1): 2016

Inter Miami
- Leagues Cup
  - Győztes (1): 2023